# Jesper Uneken
Jesper Uneken (Bolduque, 9 de agosto de 2004) es un futbolista neerlandés que juega de delantero en el RKC Waalwijk de la Eerste Divisie.

## Primeros años
Nacido en Bolduque pero afincado en Rosmalen, empezó en las categorías inferiores del PSV Eindhoven a partir de la temporada 2011-12. Tras progresar en las categorías inferiores y capitanear al equipo sub-18 del PSV, firmó un contrato profesional de dos años con el club en 2023.

## Trayectoria
Debutó como profesional con el Jong PSV en la Eerste Divisie contra el NAC Breda el 6 de marzo de 2023. En octubre de 2023 se entrenó con el primer equipo del PSV y marcó en un partido de entrenamiento a puerta cerrada contra el Helmond Sport. Marcó su primer gol como profesional el 23 de octubre de 2023, anotando un triplete en la Eerste Divisie contra el F. C. Eindhoven.
En junio de 2025 fue cedido al RKC Waalwijk.

## Vida personal
Es hijo del entrenador de fútbol y exfutbolista profesional Peter Uneken.

## Estadísticas

### Clubes
Actualizado al último partido disputado el 8 de noviembre de 2024.
| Club                         | Div.          | Temporada     | Liga  | Liga  | Liga   | Copas nacionales | Copas nacionales | Copas nacionales | Copas internacionales | Copas internacionales | Copas internacionales | Total | Total | Total  |
| Club                         | Div.          | Temporada     | Part. | Goles | Asist. | Part.            | Goles            | Asist.           | Part.                 | Goles                 | Asist.                | Part. | Goles | Asist. |
| ---------------------------- | ------------- | ------------- | ----- | ----- | ------ | ---------------- | ---------------- | ---------------- | --------------------- | --------------------- | --------------------- | ----- | ----- | ------ |
| Jong PSV · Países Bajos      | 2.ª           | 2022-23       | 4     | 0     | 0      | —                | —                | —                | —                     | —                     | —                     | 4     | 0     | 0      |
| Jong PSV · Países Bajos      | 2.ª           | 2023-24       | 28    | 8     | 4      | —                | —                | —                | —                     | —                     | —                     | 28    | 8     | 4      |
| Jong PSV · Países Bajos      | 2.ª           | 2024-25       | 14    | 7     | 0      | —                | —                | —                | —                     | —                     | —                     | 14    | 7     | 0      |
| Jong PSV · Países Bajos      | Total club    | Total club    | 46    | 15    | 4      | 0                | 0                | 0                | 0                     | 0                     | 0                     | 46    | 15    | 4      |
| PSV Eindhoven · Países Bajos | 1.ª           | 2023-24       | 1     | 1     | 0      | —                | —                | —                | —                     | —                     | —                     | 1     | 1     | 0      |
| PSV Eindhoven · Países Bajos | 1.ª           | 2024-25       | 0     | 0     | 0      | —                | —                | —                | —                     | —                     | —                     | 0     | 0     | 0      |
| PSV Eindhoven · Países Bajos | Total club    | Total club    | 1     | 1     | 0      | 0                | 0                | 0                | 0                     | 0                     | 0                     | 1     | 1     | 0      |
| Total carrera                | Total carrera | Total carrera | 47    | 16    | 4      | 0                | 0                | 0                | 0                     | 0                     | 0                     | 47    | 16    | 4      |